# イェジー・セムコフ
イェジー・セムコフ（ポーランド語: Jerzy Semkow, 1928年10月12日 ラドムスコ - 2014年12月23日ローザンヌ）は、ポーランド人の指揮者。フランスに帰化し、パリに住んだ。

## 経歴
1954年から1956年までレニングラードにおいてエフゲニー・ムラヴィンスキーの助手ならびに側近だった。ボリショイ劇場の指揮者に任命されるまでに、エーリヒ・クライバーやブルーノ・ワルターにも師事している。その後は西欧のさまざまなオーケストラの常任指揮者や芸術監督を歴任し、ポーランド国立歌劇場やデンマーク王立劇場、ローマ・イタリア放送管弦楽団を指揮した後、渡米してロチェスター・フィルハーモニー管弦楽団やセントルイス交響楽団を結束させた。ヨーロッパの最も栄れある舞台においても、時にオペラを、時に交響楽を指揮している。
セムコフは、フランス政府から芸術勲章を、ワルシャワ・ショパン音楽院からは名誉博士号を、ポーランド政府からは芸術栄誉賞メダル（pl:Medal Zasłużony Kulturze Gloria Artis）を授与された。
イェール大学やニューヨークのマンハッタン音楽学校においてマスタークラスを主宰し、後進を指導してきた。
演奏曲目はかなり幅広く、モーツァルトからシマノフスキにまで及ぶ。ベートーヴェンやシューマン、ブラームスといったドイツ・ロマン派音楽だけでなく、ロシアの国民楽派も得意としている。モーツァルトの解釈は精彩に富み、推奨に値する。セムコフの棒さばきは堅牢で精確で力強いが、ソ連の大指揮者の系譜にあって、音色とニュアンスについて優れた感覚を発揮している。
ローザンヌにて死去。